# Juan Bautista Otero
Juan Bautista Otero, (Madrid, 1964) es un director de orquesta, editor musical, director de escena y escritor. Especializado en la interpretación y recuperación del patrimonio musical escénico español y europeo del siglo XVIII, Otero ha dirigido las primeras grabaciones mundiales completas de las obras de Domènec Terradellas, Nicola Porpora y Martín i Soler  galardonadas por la Académie Nationale du Disque Lyrique de France. Editor general,  en las primeras ediciones críticas, de obras de Caldara, Scarlatti, Porpora, Conforto, Terradellas o Marianna Martínes, entre otros. Es autor de dos novelas y una colección de cuentos.

## Biografía
Nacido en 1964 en Madrid y pocos meses más tarde trasladado a Barcelona, donde aprendió los rudimentos musicales e inicia sus estudios de canto con Margarida Sabartés . En 1990 se traslada a Suiza para ampliar la formación como cantante, primero en el Conservatorio Superior de Música de Neuchâtel, con Rosmarie Meister, y después en la Schola Cantorum Basiliensis, donde se especializa en música medieval y barroca, y los finaliza de la mano de Nigel Rogers, Dominique Vellard , René Jacobs (canto) y Karin Smith (musicología), Hans Martin Linde y Johann Sonnleitner (dirección), y más tarde con Peter Kooy (canto) en Hannover..
Interesado en la recuperación y difusión de la música barroca española y europea, funda en 1987 el Beatus Ille Ensemble, orquesta de cámara centrada en la interpretación con instrumentos originales -la incipiente corriente interpretativa en toda Europa. Durante esta década de los 90, interpreta y dirige obras de Antonio de Literes ('Los Elementos', 1992), Antonio Vivaldi ('Gloria e Imeneo', 'La Senna Festeggiante', 1993), Davide Pérez ('Officium Defuctorum', 1994), Martín y Soler ('L'Arbore di Diana', 1995-1996, 'Il Sogno', dirección escénica, Palau de la Música de Valencia, 2001), como cantante solista, con la dirección o participación de músicos como Alessandro de Marchi, Marcel Pérès o Christina Pluhar, entre otros.
Este proyecto musical fue la base de la ' Reial Companyia Òpera de Cambra de Barcelona ', RCOC, fundada en 1998 con el actor Isidro Olmo y el poeta Manuel Forcano. Orquesta especializada en la recuperación del patrimonio e interpretación de la música escénica de los siglos XVII-XVIII. Con RCOC dirigió obras de Domènec Terradellas (' Artaserse ', Anfiteatro del Festival Grec de Barcelona 1998),  como director de escena, trabajando junto a escenógrafos como Maria Elena Roqué o Joaquim Roy. Como director de orquesta y de escena a la vez, ha dirigido obras de Domenico Scarlatti ('Eco y Narciso',  Festival de Aranjuez 2003) , Mariana Martínez (Retrato de una compositora: Mariana Martínez, Festival de Otoño de Madrid, 2006)  y la ópera seria 'Ifigenia in Aulide' de Martín y Soler (Festival de Úbeda y Baeza).  En mayo de 2005 dirigió la producción y grabación de la ópera 'Orlando' de Porpora  en coproducción para el Festival de Aranjuez y el Festival de Sarrebourg-Le Couvent para el sello K617 .
Para la temporada 2006-2007 dirigió 'Ifigenia in Áulide' de Martín i Soler  - de nuevo para el Festival de Sarrebourg con la grabación para K617-Harmonia Mundi; y 'Aminta, il re pastore' de Antonio Mazzoni , una producción para el Festival Tage alter Musik Herne -WDR3 (Alemania),  por la que fue galardonado con el Orphée d'Or 2008, otorgado por la Académie Nationale du Disque Lyrique de France, así como el Diamant, de la Opéra Magazine.
En 2009-2014 realizó las primeras grabaciones mundiales íntegras de las óperas de Terradellas 'Artaserse', en el Palau de la Música de Barcelona; 'Sesostri'  en L'Auditori de la capital catalana,  y las cantatas escénicas de Martín i Soler 'Il Sogno' y 'La Dora festeggiante'  en el Auditorio del Conservatorio del Liceu. Con el lanzamiento de 'Artaserse', la primera grabación completa de una ópera de Domènec Terradellas, Juan Bautista Otero volvió a ser premiado con el Orphée d'Or de la Académie du Disque Français en su edición de 2018. En 2009 se convirtió en el único director español, junto con Jordi Savall, en ganar este premio cuatro veces consecutivas.
Otero ha escrito artículos especializados para revistas como Goldberg (autor de un ensayo monográfico sobre Martín y Soler),  Amadeus,  y como editor general ha desarrollado una labor de investigación y edición a lo largo de treinta años. Sus ediciones críticas urtext del repertorio musical escénico del siglo XVIII se conservan en las bibliotecas nacionales de Berlín, Dresde, la British Library, la Biblioteca Nacional de Austria, la Biblioteca Pública de Nueva York y las bibliotecas universitarias de Yale, Berkeley, Ann Arbor y Sydney. 
En 2018, Otero fue candidato a la dirección artística de L'Auditori de Barcelona y en 2019 presentó, junto a Manuel Forcano, una candidatura a la dirección artística del Gran Teatre del Liceu de Barcelona.
Desde 2018 Otero continúa su labor como escritor, con la producción de obras que actualmente ha presentado a varios premios. Las más recientes, Memorias de la envidia - Novela. Barcelona, 2023. (Finalista Premio Sant Jordi, 2023; finalista Premio Pin i Soler de Tarragona, 2023). Reinvención - Antología de cuentos. Barcelona, 2023. Un poco de mucho y mucho de nada - Novela. Barcelona, 2024 (Selección Premio Sant Jordi, 2024)

## Discografía
- ECO Y NARCISO - Domenico SCARLATTI - Ópera, Festival de Aranjuez, 2003. 2 CD. RCOC Records Barcelona, 2015. Distribución Harmonia Mundi. Solistas: Stephanie D'Oustrac, Olga Pitarch. Dirección musical: Joan-Baptista Otero.
- ORLANDO - Nicola PORPORA - Ópera, Festival de Aranjuez, 2005. 2 CD y 1 DVD. Primera edición, 2005. K617 (Francia). Distribución, Harmonia Mundi. Solistas: Robert Expert, Olga Pitarch, Betsabée Haas. Dirección musical: Joan-Baptista Otero.
- IFIGENIA IN AULIDE - Vicent MARTIN I SOLER - Ópera, Festival de Sarrebourg, Francia. 2 CD. Primera edición, 2006. K617 (Francia). Distribución, Harmonia Mundi. Solistas: Olga Pitarch, Betsabée Haas, Leif Aruhn-Solén, Marina Pardo, Céline Ricci. Dirección musical: Joan-Baptista Otero.
- RETRATO DE UNA COMPOSITORA - Mariana MARTÍNEZ - Cantatas Escénicas - Festival de Otoño de Madrid - 2008/ RNE, Teatro Falla, Cádiz. Solistas: Gaëlle Méchaly, Céline Ricci, Kenneth Weiss. Dirección musical: Joan-Baptista Otero.
- AMINTA - Antonio MAZZONI - Ópera, producción para Radio Alemana WDR3, 2 CD. Primera edición, 2006. K617 (Francia). Distribución, Harmonia Mundi. Solistas: Anna Maria Panzarella, Céline Ricci, Leif Aruhn-Solén, Delphine Gillot, Marina Pardo. Dirección musical: Joan-Baptista Otero.
- ARTASERSE - Domènec TERRADELLAS - Ópera, Festival de Sarrebourg, Francia, 2008. Grabación en el Palau de la Música de Barcelona, 2008. 3 CD. Primera edición, RCOC Records Barcelona, 2008. Distribución Harmonia Mundi. Solistas: Anna Maria Panzarella, Céline Ricci, Sunhae Im, Agustí Prunell-Friend, Mariví Blasco. Dirección musical: Joan-Baptista Otero.
- IL SOGNO - LA DORA FESTEGGIANTE- Vicent MARTÍN I SOLER - Cantatas escénicas, Auditorio del Conservatorio del Liceu, Barcelona, 2010. 2 CD. Primera edición, RCOC Records Barcelona, 2010. Distribución Harmonia Mundi. Solistas: Sunhae Im, Raffaella Milanesi, Magnus Staveland. Dirección musical: Joan-Baptista Otero.
- SESOSTRI - Domènec TERRADELLAS - Ópera, L'Auditori de Barcelona, 2011. 3 CD. Primera edición, RCOC Records Barcelona, 2011. Distribución Harmonia Mundi. Solistas: Sunhae Im, Alexandrina Pendatchanska, Kenneth Tarver, Ditte Andersen, Tom Randle, Raffaella Milanesi. Dirección musical: Joan-Baptista Otero.
- SOLIMANO - David PÉREZ - Ópera, L'Auditori de Barcelona - Festival de Granada, 2011. Extractos inéditos. 2 CD. Primera edición inacabada, 2011. Registros RCOC Barcelona, 2011. Distribución Harmonia Mundi. Solistas: Magnus Staveland, Sunhae Im, Xavier Sabata, Karina Gauvin, Mari Eriksmoen, Luciano Botelho. Dirección musical: Joan-Baptista Otero.

## Ediciones
Domènec TERRADELLAS (1713-1751) - 6 volúmenes publicados:
- Sesostri . Roma, 1751. Ediciones: Barcelona, 2000, 2010. ISMN: 979-0-69223-000-7
- Merope . Roma, 1743. Edición: Barcelona. 2012. ISMN: 979-0-69223-001-4
- Artaserse. Venecia, 1744. Ediciones: Barcelona, 2008, 2012. ISMN: 979-0-69223-002-1
- Astarto, volumen 1. Roma, 1739. Edición: Barcelona, 2018 ISMN: 979-0-69223-051-9
- Astarto, volumen 2. Roma, 1739. Edición: Barcelona, 2019 ISMN: 979-0-69223-052-6
- Aníbal-Mitrídates-Belerofonte. Trilogía de Londres , 1746. Barcelona, 2013 ISMN: 979-0-69223-029-8

Vicent MARTÍN i SOLER (1754-1806) - 6 volúmenes publicados:
- Ifigenia en Áulide. Nápoles, 1779. Ediciones: Barcelona, 1999 y 2013 ISMN: 979-0-69223-014-4
- Ipermestra . Nápoles, 1779. Ediciones: Barcelona, 2000 y 2012 ISMN: 979-0-69223-017-5
- Andromaca . Turín, 1780. Edición: Barcelona, 2025 ISMN: 979-0-69223-019-9
- L'arbore di Diana. Viena, 1787. Ediciones: Barcelona, 1996, 2002 y 2013 ISMN: 979-0-69223-018-2
- Il sogno - La Dora festeggiante Cantatas. Viena-Turín, 1744. Barcelona, 2006 y 2013 ISMN: 979-0-69223-015-1
- Vologeso. Turín, 1744. Edición: Barcelona, 2016 ISMN: 979-0-69223-043-4
- Didon abandonnée. San Petersburgo, 1792. Ballet. Barcelona, 2016 ISMN: 979-0-69223-045-8

Nicola PORPORA (1686-1768) - 15 volúmenes publicados:
- Gli orti esperidi. Serenata. Nápoles, 1721. Edición: Barcelona, 2012 ISMN: 979-0-69223-004-5
- Angelica. Serenata. Nápoles, 1720. Barcelona, 2006, 2013 ISMN: 979-0-69223-024-3
- Semiramide riconosciuta. Venecia, 1729. Barcelona, 2013 ISMN: 979-0-69223-025-0
- Arianna in Nasso. Londres, 1733. Barcelona, 2014 ISMN: 979-0-69223-034-2
- Enea nel Lazio. Londres, 1734. Barcelona, 2015 ISMN: 979-0-69223-036-6
- Agrippina. Nápoles,1708. Barcelona, 2018 ISMN: 979-0-69223-037-3
- Siface. Venecia, 1725. Barcelona, 2013 ISMN: 979-0-69223-042-7
- Il genio . Serenata. Roma, 1712. Barcelona, 2020 ISMN: 979-0-69223-058-8
- La Iole. Serenata. Nápoles, 1711. Barcelona, 2020 ISMN: 979-0-69223-057-1
- Didone abbandonata, I. Reggio Emilia, 1725. Barcelona, 2018 ISMN: 979-0-69223-050-2
- Didone abbandonata, II. Reggio Emilia, 1725. Barcelona, 2018 ISMN: 979-0-69223-053-3
- Adelaide. Roma, 1723. Barcelona, 2020 ISMN: 979-0-69223-059-5
- Imeneo. Ópera en 3 actos. Nápoles, 1723. Barcelona, 2019 ISMN: 979-0-69223-055-7
- Statira. Venecia, 1742. Barcelona, 2022 ISMN: 979-0-69223-056-4
- Filandro. Dresde, 1747. Barcelona, 2021 ISMN: 979-0-69223-060-1

Mariana [Marianne von] MARTÍNEZ (1744-1812) - 6 volúmenes publicados:
- Cantatas escénicas, I. Viena, 1772-86. Barcelona, 2001-2013 ISMN: 979-0-69223-020-5
- Cantatas escénicas, II . Viena, 1767. Barcelona, 2014 ISMN: 979-0-69223-031-1
- Cantatas escénicas, III . Viena, 1767. Barcelona, 2014 ISMN: 979-0-69223-035-1
- Cantatas escénicas, IV . Viena, 1767. Barcelona, 2014 ISMN: 979-0-69223-030-4
- Opera sacra miscellanea . Viena, 1768-1774. Barcelona, 2017 ISMN: 979-0-69223-048-9
- Isaaco, figura del redentore . Oratorio. Viena, 1781. Barcelona, 2015 ISMN: 979-0-69223-032-8

Antonio CALDARA (1670-1736) - Obras creadas para Barcelona - 2 volúmenes publicados:
- Scipione nelle Spagne. Barcelona, 1708-Viena, 1722. Barcelona, 2016. ISNM: 979-0-69223-009-0
- L'Ateneaide. Barcelona, 1709-Viena, 1714. Barcelona, 2013 ISMN: 979-0-69223-041-0

Biblioteca FARINELLI (1705-1782) - Obras de varios compositores, creadas durante el período de estancia de Farinelli en España - 8 volúmenes publicados:
- Nicola CONFORTO - Nitteti. Madrid, 1756. Barcelona, 2012 ISMN: 979-0-69223-006-9
- Nicola CONFORTO- Siroe. Madrid, 1752. Barcelona, 2018 ISMN: 979-0-69223-010-6
- Nicola CONFORTO - La ninfa smarrita. Aranjuez, 1756. Barcelona 2013. ISNM: 979-0-69223-007-6
- Nicola CONFORTO - La Danza-La Pesca . Aranjuez, 1756. Barcelona, 2017 ISMN: 979-0-69223-044-1
- Antonio MAZZONI - Il re pastore . Madrid, 1756. Ediciones: Barcelona, 2006, 2013 ISMN: 979-0-69223-005-2
- Baldassare GALUPPI - Didone abbandonata - Madrid, 1752. Barcelona, 2016 ISMN: 979-0-69223-011-3
- Giuseppe BONNO - L'isola disabitata . Aranjuez, 1753. Barcelona, 2013 ISMN: 979-0-69223-008-3
- Giovanni Battista MELE - Serenata per la ricuperata salute. Madrid, 1744. Barcelona, 2013 ISMN: 979-0-69223-021-2

Domenico SCARLATTI (1685-1757) - 2 volúmenes publicados:
- Narciso . Barcelona, 1708. Ediciones: Barcelona, 2001, 2013 ISMN: 979-0-69923-026-7
- Irene . Nápoles, 1704. Barcelona, 2025 ISMN: 979-0-69223-038-0

Alessandro SCARLATTI (1660-1725) 1 volumen publicado:
- Mitridate Eupatore . Venecia, 1707. Edición: Barcelona, 2013 ISMN: 979-0-69223-027-4

Davide PÉREZ (1711-1778). 1 volumen publicado:
- Solimano . Lisboa, 1768. Ediciones: Barcelona, 2010, 2013 ISMN: 979-0-69223-003-8

Biblioteca OPERA HISPANIA - Obras de varios compositores - 2 volúmenes publicados:
Antonio LITERES - Los Elementos . Madrid, 1706. Barcelona, 2014 ISMN: 979-0-69223-028-1
José LIDÓN - Glaura y Coriolano . Madrid, 1791. Y. :Barcelona, 2000, 2012 ISMN: 979-0-69223-013-7